# Давно мы дома не были
«Давно мы дома не были» — военная песня на музыку Василия Соловьёва-Седого и слова Алексея Фатьянова, написанная в мае 1945 года под Кёнигсбергом. Песня стала известна после того, как её исполнили Владимир Бунчиков и Владимир Нечаев.
Первоначальное исполнение и текст слегка отличались от классического варианта. Так например песня содержала куплет «В Германии, в Германии, в проклятой стороне», но после окончания войны Германию решено было сделать «далёкой стороной».
В 2006 году песня, в исполнении Ольги Арефьевой, была включена в сборник «Мы победили!».
Позднее, в разное время, песня исполнялась дуэтом Олег Погудин — Евгений Дятлов, группами «Пикник», «Отава Ё», а также Игорем Растеряевым.
Также эту песню поют пограничники в мультфильме Серый Волк энд Красная Шапочка